# ویرایش دوازدهم سامانه طبیعت

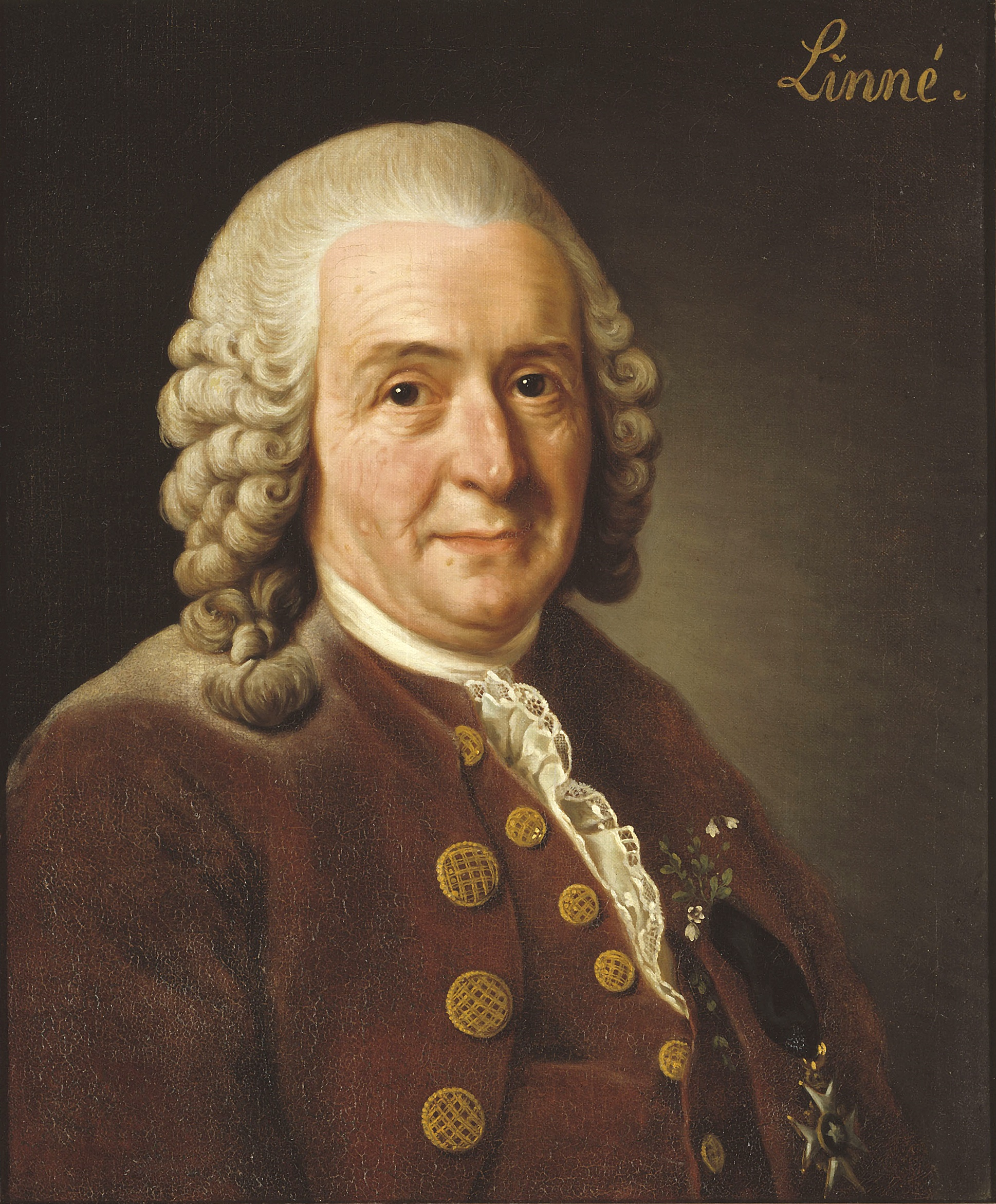
کارل لینه، نویسنده Systema Naturae

نسخه دوازدهم سامانه طبیعت Systema Naturae آخرین نسخه از سامانه طبیعت بود که توسط نویسنده آن، کارل لینه، نظارت شد. این کتاب توسط Laurentius Salvius در Holmiæ (استکهلم) در سه جلد منتشر شد که بخش‌هایی از ۱۷۶۶ تا ۱۷۶۸ چاپ شد. این‌ها شامل بسیاری از گونه‌هایی هستند که در نسخه قبلی، ویرایش ۱۰ که نقطه آغاز نام‌گذاری جانوران بود، پوشش داده نشده بودند.

## نقطه آغاز
تنها پنج ویرایش از سامانه طبیعت توسط خود لینه، یعنی جلدهای اول، دوم، ششم، دهم و دوازدهم نوشته شده‌است. هنگامی که نخستین بار یک «نقطه آغاز» برای نام‌گذاری جانوران در نظر گرفته شد، در کد استریکلند ۱۸۴۳، ویرایش دوازدهم Systema Naturae برگزیده شد تا هر نامی که لینه از نسخه‌های پیشین تغییر داده بود، در حالت نهایی ثبت شود. بعداً با ویرایش ۱۰ به عنوان نقطه آغاز برای اکثر نام‌گذاری جانورشناسی جایگزین شد. نقطه آغاز برای اکثر نام‌ها در نامگذاری گیاه‌شناسی، اثر سال ۱۷۵۳ با نام Species Plantarum بود.

## قالب
لینه نسخه دوازدهم را به سه جلد تقسیم کرد که جلد نخست در دو بخش منتشر شد. جلد ۱ شامل فرمانرو جانوران (Regnum Animale) با ۵۳۲ صفحه اول که به عنوان قسمت ۱ در سال ۱۷۶۶ ظاهر شد و صفحات ۵۳۳–۱۳۲۷ به عنوان قسمت ۲ در سال ۱۷۶۷ ظاهر شد. جلد ۲ شامل فرمانرو گیاهان (Regnum Vegetabile)؛ این شامل ۷۳۶ صفحه بود، و در سال ۱۷۶۷ با ۱۴۲ صفحه دیگر Mantissa Plantarum ظاهر شد. جلد ۳ را فرمارنرو معدنی (Regnum Lapideum) را پوشش می‌دهد و پیوست به هر سه جلد، شامل ۲۳۶ صفحه و در سال ۱۷۶۸ منتشر شد. این سه جلد شامل پیوست‌ها و مطالب پیشین و پسین، حدود ۲۴۰۰ صفحه را پوشش می‌دهد.

## نوآوری‌ها
بسیاری از گونه‌ها در نسخه دوازدهم گنجانده شده بودند که در نسخه‌های قبلی گنجانده نشده بودند. به عنوان نمونه، لینه ۷۰۰ گونه از نرم‌تنان را در ویرایش دهم گنجانده بود، و ۱۰۰ گونه دیگر را برای ویرایش دوازدهم افزود. به همین ترتیب، شمار گونه‌های پرندگان در ویرایش دوازدهم دو برابر شمار آن در ویرایش دهم بود. اسفنج‌های دریایی در نسخه دوازدهم، در کلاس " Zoophyta " قرار گرفتند که از نسخه‌های قبلی حذف شده بودند. نسخه دوازدهم همچنین شامل صد گونه حشره است که به‌طور جداگانه در Centuria Insectorum منتشر شده‌است و ادعایی را که لینه در نسخه‌های پیشین مطرح کرده بود، مبنی بر اینکه گونه‌های جدید تشکیل نمی‌شوند، را حذف کرد و به‌طور ضمنی اجازه گونه‌زایی را داد.